# Гороблагодатская (станция)
Гороблагода́тская — крупная узловая железнодорожная станция в городе Кушве Свердловской области России. Расположена на историческом ходу Уральской Горнозаводской железной дороги, на участке Нижний Тагил — Чусовская, с отходящим от неё к северу ответвлением на Серов (бывшая Богословская железная дорога). Один из железнодорожных вокзалов Кушвы, зачастую тиспользуются сокращённые варианты названия ГБД, Гора. В границах станции находится путевой пост Заводской, расположенный на подходе с Чусовского направления.

## История
Железная дорога пришла в Кушву 19 августа 1878 года, когда был сдан в эксплуатацию участок Екатеринбург — Гороблагодатская, первый участок Горнозаводской железной дороги. Уже на стадии планирования, станции Гороблагодатская была отведена роль узловой, так как сюда было удобнее всего доставлять продукцию демидовских заводов. Кроме того, сюда же, с делянок на реке Сылвице, доставлялся лес, как для кушвинских, так и для тагильских заводов.
В 1903 году началось строительство ещё одной линии Гороблагодатская — Надеждинск. Строительство длилось три года, и завершилось в 1906 году. Но поскольку Богословская дорога была частной, а Горнозаводская железная дорога казённой, то на станции Гороблагодатская был организован так называемый «участок примыкания»: два приёмо-отправочных пути, несколько тупиков для отстоя вагонов, уложены перекрёстные стрелочные переводы, построен пункт передачи грузов и вагонов.
С тех времён и до наших дней на станции сохранились две водонапорных башни. Во время Гражданской войны обе башни серьёзно пострадали. Впоследствии, одну из них восстановили, как смогли, а на месте другой выстроили новую.
В советский период станция Гороблагодатская продолжала оставаться одной из важнейших узловых станций Пермской, а затем Свердловской железной дороги. Особенно возросла её роль с началом индустриализации и строительства заводов-гигантов на Среднем Урале.  После того, как на руды кушвинского бассейна был сориентирован строящийся Ново-Тагильский металлургический завод, станция стала важнейшим железнодорожным узлом в регионе.

## Инфраструктура
Станция состоит из двух расположенных параллельно парков: приёмоотправочного и сортировочного, имеющих по 9 путей. Для приёма пассажирских поездов имеется одна низкая пассажирская платформа, расположенная со стороны привокзального сквера по Станционной ул. и конечной автобусной остановки. Пассажирские поезда в обоих направлениях принимаются на ближайший к зданию вокзала 1 путь. Имеется пешеходный путепровод через железнодорожные пути, расположенный со стороны чётной горловины станции.
К станции примыкают железнодорожные пути Кушвинского завода прокатных валков, Кушвинского керамзитового завода, деревообрабатывающего предприятия (ООО «Восток»), вагоноремонтного депо «Гороблагодатская» (ВЧДР-12).

## Вокзал
Вопрос о возведении на Гороблагодатской нового здания вокзала неоднократно поднимался ещё в 1930-х годах, но каждый раз строительство вокзала откладывалось. Причины тому были разные, в том числе нехватка средств, но одной из главных причин было то, что типовые здания вокзалов для Гороблагодатской не подходили ввиду нехватки свободного места.
В конце 1940-х годов был разработан индивидуальный проект и в 1951 году на станции появилось новое здание вокзала.
Центральная часть вокзала была выполнена в стиле старого уральского заводского цеха, накрытого двускатной крышей. В то же время, новый вокзал был оформлен в стиле сталинского ампира.
В здании вокзала разместились зал ожидания, кассы, камера хранения, буфет, комната отдыха, линейный отдел милиции, служебные помещения.
Ещё одной отличительной особенностью гороблагодатского вокзала было обилие картин на стенах. Примечательно, что все картины являлись точными копиями произведений известных советских художников, были выполнены механиком безопасности движения станции Василием Константиновичем Некрасовым.
В 2011 году здание вокзала было признано аварийным и закрыто для пассажиров, а в июне 2016 года снесено. Для обслуживания пассажиров было переоборудовано здание бывшей столовой на 1-й платформе станции.

## Пассажирское сообщение
На станции останавливаются электропоезда, курсирующие из Нижнего Тагила на Чусовскую, Качканар, Нижнюю Туру, Верхотурье, Серов. Кроме того, имеют остановку все пассажирские поезда дальнего и местного сообщения, следующие через станцию.

### Круглогодичное движение поездов
| № поезда  | Маршрут движения         | № поезда  | Маршрут движения         |
| --------- | ------------------------ | --------- | ------------------------ |
| 11 «Ямал» | Новый Уренгой — Москва   | 12 «Ямал» | Москва — Новый Уренгой   |
| 127       | Екатеринбург — Приобье   | 128       | Приобье — Екатеринбург   |
| 351       | Екатеринбург — Приобье   | 352       | Приобье — Екаьеринбург   |
| 603       | Екатеринбург — Соликамск | 604       | Соликамск — Екатеринбург |
| 483       | Нижний Тагил — Приобье   | 452       | Приобье — Екатеринбург   |

### Сезонное движение поездов
| № поезда | Маршрут движения       | № поезда | Маршрут движения       |
| -------- | ---------------------- | -------- | ---------------------- |
| 521      | Новороссийск — Приобье | 522      | Приобье — Новороссийск |

## Галерея
|  |  |  |